# Pegvaliase
 (juillet 2025).
 (octobre 2024).
La pegvaliase est un médicament utilisé dans le traitement de la phénylcétonurie. Il est vendue sous le nom de marque Palynziq.

## Usage médical
C'est un médicament utilisé dans le traitement de la maladie génétique appelée phénylcétonurie. Chimiquement, il s'agit d'un dérivé pégylé de l'enzyme phénylalanine ammoniac-lyase qui métabolise la phénylalanine pour réduire ses taux sanguins,.

## Effets indésirables
Les effets indésirables les plus fréquents de ce médicament sont des réactions au site d'injection, des douleurs articulaires, des réactions d'hypersensibilité, des maux de tête, des réactions cutanées généralisées durant au moins quatorze jours, un prurit , des nausées, des étourdissements, des douleurs abdominales, des maux de gorge, de la fatigue, des vomissements, de la toux ou de la diarrhée,.

## Histoire
L'utilisation du médicament a été approuvée par la Food and Drug Administration  des États-Unis en 2018. La FDA le considère comme un médicament de première classe.